# 장연선
장연선(長淵線)은 은률선의 수교역과 장연역을 잇는 철도이다. 본래는 장연역에서 사리원역까지 이어진 본선이었다. 현재의 구간은 1937년 1월 21일에 개통되었고, 이후에 노선이 축소되었다.

## 노선 정보
- 구간과 거리 : 수교역―장연역 17.7km
- 역 수 : 4개(양단역 포함)
- 궤도 간격 : 1435mm(표준궤)
- 전철화 구간 : 없음
- 복선 구간 : 없음
- 폐역 정보

- 낙도역 : 수교역 기점 13.7km 떨어진 곳에 위치하였음.

## 과거의 역 목록
| 역이름             | 현재의 역이름          | 영업거리 (km) | 접속노선       | 소재지 (1937년 당시) | 소재지 (1937년 당시) | 소재지 (1937년 당시) |
| ------------------ | ---------------------- | ------------- | -------------- | -------------------- | -------------------- | -------------------- |
| 사리원(沙里院)     | 사리원청년(沙里院靑年) | 0.0           | 경의선(평부선) | 황해도               | 봉산군               | 사리원읍             |
| 서사리원(西沙里院) |                        | 1.5           |                | 황해도               | 봉산군               | 사리원읍             |
| 미곡(嵋谷)         |                        | 3.6           |                | 황해도               | 봉산군               | 영천면               |
| 서종(西鐘)         |                        | 8.2           |                | 황해도               | 봉산군               | 서종면               |
| 상해(上海)         |                        | 11.9          | 사해선         | 황해도               | 재령군               | 삼강면               |
| 금산(金山)         |                        | 16.0          |                | 황해도               | 재령군               | 삼강면               |
| 재령(載寧)         |                        | 21.5          |                | 황해도               | 재령군               | 재령읍               |
| 백석(白石)         |                        | 25.0          |                | 황해도               | 신천군               | 가산면               |
| 창촌(倉村)         |                        | 29.0          |                | 황해도               | 신천군               | 온천면               |
| 신천온천(信川温泉) |                        | 32.4          |                | 황해도               | 신천군               | 온천면               |
| 신천(信川)         |                        | 35.1          |                | 황해도               | 신천군               | 신천읍               |
| 용문(龍門)         | 황해룡문(黃海龍門)     | 41.3          |                | 황해도               | 신천군               | 용문면               |
| 문화(文化)         |                        | 46.2          |                | 황해도               | 신천군               | 문화면               |
| 삼천온천(三泉溫泉) | 삼천(三泉)             | 51.7          |                | 황해도               | 신천군               | 궁흥면               |
| 궁흥(弓興)         |                        | 55.2          |                | 황해도               | 신천군               | 궁흥면               |
| 야촌(野村)         |                        | 58.4          |                | 황해도               | 송화군               | 장양면               |
| 수교(水橋)         |                        | 64.1          |                | 황해도               | 송화군               | 봉래면               |
| 송화온천(松禾溫泉) |                        | 68.8          |                | 황해도               | 송화군               | 연정면               |
| 낙산(樂山)         | 락연                   | 74.4          |                | 황해도               | 장연군               | 낙도면               |
| 낙도(樂道)         |                        | 77.8          |                | 황해도               | 장연군               | 낙도면               |
| 장연 (長淵)        |                        | 81.8          |                | 황해도               | 장연군               | 장연읍               |

- 개통된 당시에 본선은 조선사설철도(朝鮮私設鐵道)의 황해선(黃海線)에 속해 있었다.
- 이 표는 1937년도의 자료를 근거로 한 것으로 과거 사장선(沙長線)의 역목록에 해당된다.
- 금산역~수교역 구간은 현재 은률선의 구간임.

## 같이 보기
- 황해선

## 참고 문헌
- 고쿠부 하야토(国分隼人), 《将軍様の鉄道 北朝鮮鉄道事情》, 新潮社, 2007, ISBN 978-4-10-303731-6
- 鉄道省 編, 《鉄道停車場一覧. 昭和12年10月1日現在》, 1937, p508